# Джованні ван Звам
Джова́нні ван Звам (нід. Giovanni van Zwam, нар. 2 січня 2004, Еде, Нідерланди) — нідерландський футболіст, захисник клубу «Вітесс».

## Ігрова кар'єра
Джованні ван Звам є вихованцем клубних академій «Неймегена» та «Вітесса». У травні 2021 року футболіст підписав з клубом перший професійний контракт терміном до червня 2024 року.
Перед початком сезону 2023/24 футболіста внесли до заявки першої команди «Вітесса» для участі в чемпіонаті Нідерландів. Першу гру на вищому рівні ван Звам провів 19 серпня 2023 року, коли вийшов на заміну в матчі чемпіонату країни проти ПСВ.
За результатами сезону «Вітесс» вилетів до другого дивізіону, але ван Звам залишився в команді.